# Shapis noctilux
Shapis noctilux là một loài bướm đêm trong họ Noctuidae.